# Yusuf Lule
Kironde Yusuf Lule (10 de abril de 1912 – 21 de janeiro de 1985) foi presidente interino de Uganda entre 13 de abril e 20 de junho de 1979.

## Biografia
Como líder da Frente Nacional de Libertação de Uganda (UNLF), Lule foi instalado como presidente do seu país pela vizinha Tanzânia, que tinha derrubado Idi Amin com a ajuda do UNLF, depois de sua tentativa fracassada de anexar partes do território tanzaniano. Lule foi o primeiro de uma sucessão rápida de líderes de Uganda antes do retorno de Milton Obote, em 1980.
O governo de Lule adoptou um sistema ministerial de administração e criou um órgão quase parlamentar conhecida como a Comissão Consultiva Nacional (NCC). O NCC e o gabinete Lule refletido muito diferentes visões políticas. Em junho de 1979, na sequência de uma disputa sobre a extensão dos poderes presidenciais, o NCC substituiu Lule por Godfrey Binaisa.
Fora do poder, ele conduziu o Uganda Freedom Fighters (UFF), um grupo de resistência que se juntou com Popular Yoweri Museveni's Resistance Army (PRA), em 1981. O Exército de Resistência Nacional (NRA) finalmente conseguiu derrubar Tito Lutwa Okello e tomar o poder em 1986. Lule, no entanto, já tinha morrido em 1985 de insuficiência renal.